# 1,8-Dichloro-3,6-dinitrocarbazole
Le 1,8-dichloro-3,6-dinitrocarbazole est un composé aromatique hétérocyclique dérivé du carbazole  utilisé comme insecticide dans les vignes vers 1940. Il agit en tant que poison de l'estomac et est inoffensif pour les abeilles.